# Кочетков, Афанасий Иванович
Афанасий Иванович Кочетков (9 марта 1930, Балахоновка, Средневолжский край — 24 июня 2004, Москва) — советский и российский актёр. Народный артист РСФСР (1976).

## Биография
Родился 9 марта 1930 года в селе Балахоновка (ныне Клявлинский район, Самарская область) в большой крестьянской семье. Растила и воспитывала его мама Любовь Прокофьевна Кочеткова (Шипилова) (1899—1984). Бабушка Афанасия по матери росла в детском доме, оставшись без родителей в возрасте двух лет. Отец Иван Васильевич Кочетков (1899—1942), погиб в Великую Отечественную войну, когда Афанасию было 12 лет. Кроме него, в семье было два старших брата и старшая сестра. Как и отец, в войну братья и сестра также ушли на фронт. Могилу отца дети разыскали спустя много лет по окончании войны в городе Старой Руссе.
Окончил геологический факультет Кишиневского университета (1952), в 1956 году окончил Высшее театральное училище имени М. С. Щепкина и вступил в труппу Театра киноактёра, на сцене которого играл до 1962 года, в том же году перешёл в Московский драматический театр имени Пушкина, а в 1979 году — в Малый театр.
В Малом театре сыграл несколько десятков ролей. Он создавал образы в пьесах А. Н. Островского, Н. В. Гоголя, Л. Н. Толстого, Шиллера. Последняя работа артиста в этом театре — спектакль по водевилям А. П. Чехова «Свадьба, свадьба, свадьба», на репетицию которого он не пришёл.
Много работал Афанасий Кочетков и в кинематографе, особенно он известен как исполнитель роли пролетарского писателя Максима Горького, которого он сыграл в восьми фильмах.
В 1958 году сыграл роль пограничника, старшины Андрея Смолярчука, в фильме «Над Тиссой».
Известные работы актёра — роль Герасима в фильме «Муму» (1959), а также роль К. У. Черненко в телесериале «Брежнев» (2005).
Обстоятельства смерти актёра до конца не выяснены. 8 июня 2004 года Кочетков позвонил своей племяннице, 9 июня пропал без вести. Через 9 дней был найден у станции метро «Текстильщики» и отправлен в московскую городскую больницу № 68 с черепно-мозговой травмой и подозрением на инсульт.
Умер 24 июня 2004 года. Похоронен на Троекуровском кладбище.

## Семья
Был женат на кинорежиссёре Искре Бабич. Их дочь, поэтесса и певица Ольга Кочеткова, снявшаяся в фильме матери «Прости меня, Алёша», умерла в возрасте сорока трёх лет, на несколько месяцев раньше отца.

## Творчество

### Роли в театре
- 1978 — «Русские люди» К. М. Симонова — Старик[5]
- 1978 — «Беседы при ясной луне» В. М. Шукшина — Поп
- 1978 — «Ураган» А. В. Софронова — Хоменко
- 1979 — «Король Лир» Шекспира. Режиссёр: Л. Е. Хейфец — граф Кент
- 1985 — «Холопы» П. П. Гнедича. Режиссёр: Б. А. Львов-Анохин — Перейдёнов
- 1986 — «Недоросль» Д. И. Фонвизина. Режиссёр: В. Н. Иванов — Стародум
- 2003 — «Старый добрый оркестр» И. Губача — саксофонист Шаня

### Роли в кино
- 1954 — Шведская спичка — Степан
- 1957 — Гуттаперчевый мальчик — эпизод (нет в титрах)
- 1957 — Звёздный мальчик — Злой Волшебник
- 1957 — На острове Дальнем… Роман
- 1957 — Борец и клоун — городовой (нет в титрах)
- 1957 — Необыкновенное лето — Страшнов, матрос с «Сокола»
- 1957 — Пастух
- 1957 — Екатерина Воронина — рабочий речного порта (нет в титрах)
- 1957 — Семья Ульяновых — Афанасий Огородников
- 1957 — Случай на шахте восемь — Сергей Байков
- 1957 — Так рождается песня — Максим Горький
- 1958 — Маяковский начинался так... — Максим Горький
- 1958 — Над Тиссой — Андрей Смолярчук, старшина погранвойск
- 1958 — Трудное счастье — Родион Матвеевич, кулацкий сын
- 1959 — Муму — Герасим
- 1959 — Олекса Довбуш — Олекса Довбуш
- 1960 — Первое свидание — Павел Смуров
- 1960 — Заре навстречу — Алексей Филиппович Кудров
- 1961 — В начале века — Бутов
- 1961 — Длинный день — Роман Алексеевич
- 1962 — Ход конём — Пал Палыч Шугай
- 1964 — Одиночество — А. С. Антонов
- 1965 — Сквозь ледяную мглу — Максим Горький
- 1966 — Киевские фрески (не был завершен) — грузчик
- 1967 — Берег надежды — майор Гризли
- 1968 — Угрюм-река — Данила Прохорович Громов
- 1969 — Засада — помполит Пироженко (роль озвучил Виктор Авдюшко)
- 1969 — Король гор и другие — охотник Фёдор
- 1969 — Невероятный Иегудиил Хламида — Максим Горький
- 1970 — Семья Коцюбинских — Максим Горький
- 1970 — Сердце России — Павел Николаевич Мостовенко, член МК большевиков
- 1971 — Город под липами — Томилов
- 1971 — Красный дипломат. Страницы жизни Леонида Красина — Максим Горький
- 1971 — Кочующий фронт — барон Унгерн
- 1972 — День за днём — Афанасий Муравьёв
- 1973 — Иванов катер — Николай Николаевич, начальник отдела кадров
- 1973 — За облаками — небо — Пётр Иванович
- 1974 — Ради жизни на Земле
- 1975 — Белый башлык — Яков
- 1975 — Доверие — Максим Горький
- 1976 — Обыкновенная Арктика — Фёдор
- 1977 — Ждите меня, острова! — Василий Петрович Аверкин
- 1978 — Море — Прохор
- 1978 — Поговорим, брат… — Туманов — «Антон»
- 1980 — Я — актриса — Максим Горький
- 1980 — Алые погоны — капитан Беседа Алексей Николаевич
- 1981 — Люди на болоте — Дубодел
- 1981 — Мужики! — дядя Гриша
- 1981 — Доходное место — Досужев
- 1983 — Безумный день инженера Баркасова — посетитель с кроликами
- 1985 — Не имеющий чина — — Сохатый, подрядчик
- 1986 — Завещание — Секретарь обкома
- 1986 — Где-то гремит война — Левонтий
- 1987 — Без солнца — Алексей Митрич Клещ
- 1988 — Холопы — Перейдёнов, бывший крепостной
- 1989 — Процесс — Коломийцев
- 1990 — Ныне прославися сын человеческий — доктор
- 1991 — Москва / Ночи страха / Notti di paura (Италия) — генерал Потёмкин
- 1992 — Господи, прости нас, грешных — Костыль
- 1992 — Прощение — Иваныч, парторг
- 1993 — В начале было слово
- 2002 — Фаталисты — генерал Скрябин
- 2004 — Брежнев — К. У. Черненко
- 2005 — Сага древних булгар. Лествица Владимира Красное Солнышко — жрец-язычник

## Признание и награды
- Заслуженный артист РСФСР (17 августа 1967).
- Народный артист РСФСР (13 апреля 1976).
- Орден Почёта (25 октября 1999) — за большой вклад в развитие отечественной театральной культуры и в связи со 175-летием Государственного академического Малого театра России[6]